# هوارد غروب
هوارد غروب (بالإنجليزية: Howard Grubb )‏ (و. 1844 – 1931 م) هو عالم فلك  وكان عضواً في الجمعية الملكية .
توفي عن عمر يناهز 87 عاماً.

## جوائز
حصل على جوائز منها:
- زميل في الجمعية الملكية.